# Kill Devil Hill
Kill Devil Hill es un supergrupo estadounidense de heavy metal formado en el 2011 por el baterista Vinny Appice, el bajista Rex Brown, el guitarrista Mark Zavon y el vocalista Dewey Bragg. Su nombre proviene de una localidad de Carolina del Norte llamada Kill Devil Hills.

## Integrantes

### Actuales
- Dewey Bragg – voz (2011–presente)
- Mark Zavon – guitarra (2011–presente)
- Johnny Kelly – batería (2014–presente)
- Nico D'Arnese – bajo (2019–presente)

### Anteriores
- Vinny Appice – batería (2011–2014)
- Rex Brown – bajo (2011 – 2019)

## Discografía
- Kill Devil Hill (2012)
- Revolution Rise (2013)